# اردشیر غفرانی
اردشیر غفرانی پزشک ایرانی، فوق تخصص ریه و رئیس تیم عروقی پزشکی دانشگاه گیسن آلمان است.

## جایزه آینده آلمان
غفرانی برنده جایزه آینده آلمان از مهمترین جوایز علمی آلمان شده‌است. او این جایزه را از یوآخیم گاک دریافت کرد. در این مراسم جایزه نقدی ۲۵۰ هزار یورویی نیز به غفرانی اعطا شد. بسیاری از رسانه‌ها، اصطلاح «داروی حیات‌بخش» (دارویی برای فشار ریوی) را برای دستاورد اردشیر غفرانی به کار بردند.